# Xã Milford, Quận Crawford, Iowa
Xã Milford (tiếng Anh: Milford Township) là một xã thuộc quận Crawford, tiểu bang Iowa, Hoa Kỳ. Năm 2010, dân số của xã này là 466 người.